# GNU Affero General Public License
Denne artikel er om licensen udgivet af Free Software Foundation. For den originale licens fra Affero Inc., se Affero General Public License.
GNU Affero General Public License (GNU AGPL) er en gratis copyleft-licens udgivet af Free Software Foundation i november 2007 og baseret på GNU General Public License, version 3 og Affero General Public License.
Free Software Foundation har anbefalet, at GNU AGPLv3 overvejes for enhver software, der almindeligvis vil blive kørt over et datanet. Free Software Foundation forklarer behovet for licensen i det tilfælde, hvor et gratis program køres på en server:

GNU Affero General Public License er en modificeret version af den almindelige GNU GPL version 3. Den har et ekstra krav: Hvis du kører et modificeret program på en server og lader andre brugere kommunikere med det der, skal din server også tillade dem at downloade kildekoden, der svarer til den ændrede version, der kører der.
Formålet med GNU Affero GPL er at forhindre et problem, der påvirker udviklere af gratis programmer, der ofte bruges på servere.

Open Source Initiative godkendte GNU AGPLv3 som en open source-licens i marts 2008, efter at virksomheden Funambol forelagde den til overvejelse gennem sin CEO Fabrizio Capobianco.